# Ода Нагамасу
Ода Нагамасу (яп. , 織田 長益; 1548 — 24 января 1622) — японский даймё, живший с конца периода Сэнгоку до начала периода Эдо. Также известный как Юраку (有楽) и Уракусай (有楽斎), он был братом Оды Нобунаги. Нагамасу принял христианство в 1588 году и крещенское имя Иоанн.
Нагамасу был опытным практиком чайной церемонии, которую он изучал у мастера Сен-но Рикю. В конце концов он основал собственную школу чайной церемонии.
Нагамасу разделил свои владения между сыновьями Нагамасой и Хисанагой. Нагамаса основал княжество Кайдзю-Сибамура, а Хисанага стал владыкой княжества Янагимото.